# Тіт Квінкцій Капітолін Барбат
Тіт Кві́нкцій Капітолі́н Барба́т (лат. Titus Quinctius Capitolinus Barbatus; 505 до н. е. — після 423 до н. е.) — видатний політичний, державний і військовий діяч ранньої Римської республіки, шестиразовий консул 471, 468, 465, 446, 443 і 439 років до н. е.

## Життєпис
Походив з патриціанського роду Квінкціїв. Син Луція Квінкція Капітоліна Барбата. Про молоді роки Тита Квінкція мало відомостей.

### Перший консульський термін
У 471 році до н. е. його було вперше обрано консулом разом з Аппієм Клавдієм Крассом Сабіном Інрегілленом. За його участі було прийнято Lex Publilia Voleronis, яким встановлено голосування плебеїв по трибам без участі патриціїв, хоча його колега Клавдій пручався прийняттю цього закону. Втім позиція Капітоліна змусила його поступитися.
Того часу почалася війна з еквами та вольсками. Квінкцій Капітолін рушив з військом проти армії еквів, а Клавдій — проти вольсків. Квінкцій успішно воював проти еквів й змусив їх відступити на свою територію. Втім політична колотнеча в Римі внаслідок необережних дій Клавдія (жорстокого поводження з легіонерами, їх втеча, вторгнення до римської території вольсків) змусила Капітоліна не завершити успішну військову кампанію й повернутися до Риму.
470-460-ті роки до н. е. — це часи боротьби між патриціями та плебеями, в якій Тит Квінкцій Капітолін займався посередництвом для примирення сторін. Для завершення внутрішніх збурень була оголошена нова мобілізація.

### Другий консульський термін
У 468 році до н. е. — Тита Квінкція Капітоліна було обрано вдруге консулом, цього разу разом з Квінтом Сервілієм Структом Пріском. Квінкцій почав військові дії проти вольсків, а Сервілій — проти сабінян. У цій військовій кампанії Квінкцій в декількох битвах здолав ворога й захопив столицю вольсків — Анці.
У 467 році до н. е. було прийнято закон про створення римської колонії у захопленому місті вольсків Анці. Це було зроблено для послаблення внутрішньої напруги між плебеями і патриціями. Квінкція Капітоліна призначили одним з тріумвірів, яким доручено було поділити землю між римськими колоністами.

### Третій консульський термін
У 465 році до н. е. Тита Квінкція було обрано втретє консулом, цього разу разом з Квінтом Фабієм Вібуланом. На цій посаді Тит Квінкцій успішно воював проти еквів, які здійснювали рейди по римській землі.

### Особливий консульський термін
У 464 році до н. е. війна з еквами було продовжена. Один з тодішніх консулів Спурій Фурій Медуллін Фуз зазнав поразки й відступив до свого військового табору, римські колонії в землях герніків та вольсків опинилися у небезпеці. Тому римський сенат обрав тимчасовим консулом Тіта Квінкція для боротьби з еквами. Це був перший випадок так званої «промагистратури». Рішучі дії Квінкція Капітоліна врятували римські війська, а сам він повністю розбив ворога.
У 458 році до н. е. Тита Квінкція було обрано квестором разом з Марком Валерієм Максимом Лактукою. Тит Квінкцій почав судове переслідування народного трибуна Марка Вольскія Фіска, який перед тим домігся вигнання небожа Тита Квінкція Капітоліна — Кезона Квінкція.

### Четвертий консульський термін
У 446 році до н. е. його було вчетверте обрано консулом, цього разу разом з Агріппою Фурієм Фузом. На цій посаді він продовжив війну з еквами та вольсками. Для цього зміг примирити ворогуючих плебеїв та патриціїв. Із значною силою Капітолін вдарив проти ворога, розбивши вщент та значною здобиччю повернувся до Риму. Напади еквів та вольсків на Лаціум припинилися.
Тоді ж народний трибун Гай Канулей домігся прийняття закону, яким заборонялися шлюби між плебеями та патриціями, а також надавалася плебеям можливість обійняти посаду консула. У відповідь сенат запровадив посаду військових трибунів з консульською владою (консулярних трибунів). Це з одного боку був своєрідний компроміс між плебеями та патриціями, з іншого — засіб недопущення плебеїв до влади. Одним з першим військових трибунів з консульською владою став у 444 році до н. е. Тит Квінкцій. У цьому ж році його було призначено інтеррексом для обрання консулів.

### П'ятий консульський термін
У 443 році до н. е. Тита Квінкція було вп'яте обрано консулом, цього разу разом з Марком Геганієм Мацеріном. Квінкцій став першим з римлян, хто обіймав посаду консула 5 разів. Він успішно воював з вольсками, врятував римського союзника — місто Ардею. Завдяки врівноваженості Квінкція в Римі тимчасово припинився розбрат.

### Шостий консульський термін
У 439 році до н. е. Тита Квінкція було вшосте обрано консулом, цього разу разом з Агріппою Мененієм Ланатом. Тоді в Римі вирував голод й багатий вершник Спурій Мелій, скупивши всю пшеницю Риму і багато її в Етрурії, почав її безоплатно роздавати в Римі, намагаючись таким чином створити для себе умови, аби владу у республіці. За цих обставин було призначено диктатора Луція Квінкція Цинцинната, який наказав начальнику кінноти Гаю Сервілію Структу Агалі вбити Спурія Мелія, що той успішно виконав.
У 437 році до н. е. коли Фідени відпали від Римської республіки й перейшли на бік Вейїв Тита Квінкція призначили легатом римського війська. Він взяв участь у вирішальній битві при Фіденах. Фактично римською армію командував саме Тит Квінкцій. У цій битві він вщент розбив ворога.
Останній раз згадується Титом Лівієм під 423 роком до н. е., в розповіді про процес, розпочатий народними трибунами проти Тита Квінкція Пена Цинцінната і Марка Постумія Альбіна Регіллена за поразку, яку понесли вони 426 року до н. е. під Вейями. Тит Квінкцій Пен Цинціннат був виправданий, зокрема, завдяки проханням старого Тита Квінкція Капітоліна.
Про подальшу долю його відомості не збереглися.

## Родина
Діти:
- Тіт Квінкцій Капітолін Барбат, консул 421 року до н. е.